# Єшевський Степан Васильович
Степан Васильйович Єшевський (*1829 — †1865) — історик античності, середньовіччя, російської історії. Член Московського археологічного товариства.

## Біографія
Народився в селі Шоргутово Костромської губернії.
Початкову освіту отримав в костромській та нижегородській гімназіях. У 1846 р. вступив на філософський факультет Казанського університету. Через два роки перевівся до Московського університету, де слухав лекції професорів: Т. Грановського та П.Кудрявцева. Під керівництвом останнього почав займатися початковим періодом середньовіччя, кандидатську дисертацію присвятив єпископу і письменнику Григорію Турському.
По закінченню університету почав службу в Ніколаєвському інституті. У 1851 р. надрукував у виданні «рос. Московские Ведомости» рецензію на працю П. Кудрявцева «рос. Судьбы Италии», а у 1852 р. у виданні «рос. Отечественные Записки» — «рос. Обозрение истории литературы за 1851 г.» і рецензію на публічні лекції Т. Грановського. У 1853 р. переїхав до Одеси, де протягом двох років викладав історію і статистику Російської імперії у Рішельєвському ліцеї. У цей період підготував магістерську дисертацію «рос. Аполлинарий Сидоний», яку 1855 успішно захистив.
Восени 1855 р. його було обрано на посаду професора Московського університету, але Міністерство народної освіти Російської імперії не затвердило це обрання. Деякий час працював у Казанському університеті (читав курси з російської історії період правління Єлизавети Петрівни та історіографії) і в Олександрінському сирітському корпусі. З січня 1858 р., після затвердження згаданим Міністерством на посаду професора, почав викладати курси давньої та середньовічної історії у Московському університеті. За його ініціативою були створені музеї етнографії в Казані (1856) і Москві (1865). Одним із його учнів в університеті був О. Трачевський. У 1859–1861 рр. перебув у науковому відрядженні в Німеччині, Італії, Швейцарії, Франції, де слухав лекції в університетах, відвідував музеї. В Парижі готував матеріал для докторської дисертації, яку присвятив королеві франків Брунегільді. Дисертація залишилась не закінченою.
Помер у м. Москві.
Досліджував історію римських провінцій, релігійне життя на зламі епох, політичний і культурний стан Галлії в V—VI ст. н. е., висвітлив соціальні передумови занепаду Римської імперії. Йому вдалося показати, як на руїнах старого рабовласницького суспільства виникло нове феодальне суспільство.

## Праці
- (рос.)Ешевский С. В., К. С. Аполлинарий Сидоний, эпизод из литературной и политической истории Галлии V века // Сочинения С. В. Ешевского. Часть третья. — М., 1855, 1-342;
- (рос.)Очерк царствования Елизаветы Петровны. — М., 1857;
- (рос.)Кудрявцев как преподаватель // Русский вестник. — 1858. — Т. 13, кн. 2;
- (рос.)Центр римского мира и его провинции. — М., 1866;
- (рос.)Очерки язычества и христианства. — М., 1867;
- (рос.)Сочинения: в 3-х ч. — М., 1870;
- (рос.)Ешевский С. В., Сочинения по русской истории. — М., 1900.
- (рос.)Ешевский С. В., Материалы по истории русского общества XVIII века [Архівовано 26 лютого 2021 у Wayback Machine.]